# Comtat de Porhoët
El comtat de Porhöet fou una jurisdicció feudal de Bretanya a l'oest del comtat de Rennes.
La jurisdicció fou formada pel comte Eudes o Eudó (Eon en bretó) de Rennes, esmentat el 987 en temps del duc Conan I de Bretanya. Cobria unes 140 pparóquies i uns 4000 km². El primer senyor del qual es coneix el nom fou Guezenoc o Guéthénoc i constituïa una divisió feudal centrada a Château-Trô a la moderna comuna de Guilliers. Aquest senyor o comte és esmentat el 1008 sota el duc Geoffroi I.
El seu fill es deia Josselí ("Gauslí"), i va construir el castell que està a l'origen de la vila del mateix nom. La nissaga de Guéthénoc (Guezenoc) i la seva dona Alarun van utilitzar els nom de Gauslí i Odó, propis dels rorgònides, per als seus fills, el que suggereix algun lligam de parentiu. Eudó I, fill de Josselí, fou el primer que va agafar el títol de vescomte de Porhoët, després convertit en comtat de Porhoët.
El comte Geoffroy va acceptar el 1127 donar al seu cadet, Alan, la part sud del comte sobre la riba dreta de l'Oust, menys Ploërmel i la rodalia de Josselin, que va esdevenir llavor el vescomtat de Rohan. El fill de Geoffroy, Eudó II de Porhoët, fou el gendre del duc Conan III de Bretanya i regent a la mort d'aquest però va fracassar en el seu intent de impideri a Enric II Plantagenet de posar peu a Bretanya, que finalment va controlar el 1167. El seu fill Eudó III no va deixar hereus i es va repartir entre les tres filles:
- Mafalda de Porhoët es va casar amb Geoffroy I de Fougères mort el 1212, sent el comte el fill Raül III de Fougères mort el 1256
- Alienor de Porhoët es va casar amb Alan V de Rohan mort el 1232 i amb Pere de Chemillé
- Joana de Porhoët es va casar amb Oliver I de Montauban

Les particions del comtat es van produir el 1239 i 1240. Raül III de Fougères va obtenir 2/3 du comtat de Porhoët icloent la població de Josselin i el castell, Lanouée i els seus boscos amb la parròquia de Mohon. Alienor i el seu segon marit van rebre les viles de La Trinité-Porhoët, de La Chèze amb el seu castell, i de Loudéac amb el bosc del mateix nom, en total la meitat d'un terç. La part de Joana de Porhoët i el seu marit no està detallada però fou una altra meitat d'un terç. les particions foren confirmades pel duc Joan I de Bretanya per carta donada a Ploërmel el mes de febrer de 1248. La part d'Alienor va anar a parar per herencia al fill gran del primer matrimoni, Alan Vi de Rohan, que després d'un acord amb el seu germanastre Tomàs de Chemillé el 1284 la va incorporar de fet al vescomtat de Rohan. La part de Raül III de Fougères va passar junt amb la baronia de Fougères a la casa de Lusignan (per herència) i fou confiscada el 1309 pel rei de França Felio IV el Bell que en va donar l'usdefruit a Iolanda de Lusignan, germana del darrer vescomte, fins a la seva mort sent després agregat al comtat d'Alençon del que va formar part des de 1328 al 1370 quan fou venuda a Oliver V de Clisson que tenia l'altra part. La filla Beatriu de Clisson es va casar amb Alan VIII de Rohan i les tres parts van quedar reunificades en la nissaga de Rohan.

## Llista dels vescomtes de Porhoët
- 1008- abans de 1032: Guéthénoc de Porhoët
- 1040- 1074: Josselí I de Porhoët
- 1074- après 1092: Eudó I de Porhoët
- 1092-1114: Josselí II de Porhoët
- 1114-1142: Geoffroi de Porhoët
- 1142- après 1168: Eudó II de Porhoët
- 1168-1234: Eudó III de Porhoët
- 1234-1256: Raül III de Fougères
- 1256-1270: Joana de Fougères morta el 1273
- 1256-1270: Hug XII de Lusignan (marit, casats el 29 de gener de 1254)
- 1270-1303: Hug XIII de Lusignan (fill)
- 1303-1308: Guiu I de Lusignan (segon fill)
- 1308-1314: Iolanda de Lusignan (filla)
- 1314-1328: A la corona frances
- 1328-1370: Al comtat d'Alençon
- 1370-1407: Oliver V de Clisson
- 1407-1448: Beatriu de Clisson (filla)
- 1407-1429: Alan VIII de Rohan (marit)